# Hana Maregni
Hana Maregni –en àrab, هناء ميرغني– (Tunísia, 4 de maig de 1989) és una esportista tunisenca que va competir en judo, guanyadora d'una medalla als Jocs Panafricans de 2011, i cinc medalles al Campionat Africà de Judo entre els anys 2006 i 2013.

## Palmarès internacional
| Jocs Panafricans | Jocs Panafricans      | Jocs Panafricans | Jocs Panafricans |
| Any              | Lloc                  | Medalla          | Categoria        |
| ---------------- | --------------------- | ---------------- | ---------------- |
| 2011             | Maputo ( Moçambic)    | 1                | –78 kg           |
| Campionat Africà |                       |                  |                  |
| Any              | Lloc                  | Medalla          | Categoria        |
| 2006             | Port Louis ( Maurici) | 3                | +78 kg           |
| 2010             | Yaoundé ( Camerun)    | 2                | –78 kg           |
| 2011             | Dakar ( Senegal)      | 1                | –78 kg           |
| 2012             | Agadir ( Marroc)      | 1                | –78 kg           |
| 2013             | Maputo ( Moçambic)    | 1                | –78 kg           |